# Saser Muztagh
De Saser Muztagh is de oostelijkste bergketen van de Karakoram, gelegen in het noorden van Ladakh. Dit gebied staat grotendeels onder bestuur van India, hoewel ook Pakistan en China delen in handen hebben en op meer grondgebied aanspraak maken. Het hoogste punt is de Saser Kangri I (7672 m). Andere hoge toppen zijn Saser Kangri II (7518 m), III (7495 m) en IV (7416 m).
De Saser Muztagh wordt in het noorden door de pas Saser La (5411 m) gescheiden van de Rimo Muztagh. De keten wordt in het westen door de rivier de Nubra en de Siachengletsjer gescheiden van de Saltoro Muztagh. In het oosten scheidt de bovenloop van de rivier de Shyok de keten van het massief van Chang Chenmo in het westen van Tibet. Deze rivier buigt zich om de Saser Muztagh heen en stroomt ten zuiden van de keten door de Nubravallei, die de Karakoram scheidt van de lagere Ladakh Range. De dalen rondom de Saser Muztagh vormden tot 1950 het toneel van karavanen die over de Saser La en Karakorampas naar de Zijderoute tussen India, China, Centraal-Azië en Europa trokken. Aan deze handelsroute kwam een einde met het sluiten van de Tibetaanse grens als gevolg van de inname van Tibet door China.